# Choli Daróczi József
Choli Daróczi József (Bedő, 1939. május 26. – 2018. május 12.) magyar cigány író, költő, műfordító, pedagógus, népművelő, újságíró. Fia Daróczi Dávid, lánya Daróczi Anna, unokatestvére Daróczi Ágnes újságíró-szerkesztő, etnológus.
Egyetlen erkölcs van, a jézusi erkölcs.

## Élete
Daróczi József 1939. május 26-án született Bedőn Daróczi Károly és Kovács Magdolna gyermekeként.
Főiskolai tanulmányait a Budapesti Tanítóképző Főiskolán végezte 1972–1975 között.
1972–1979 között tanító volt. 1975-ben tagja lett a Magyar Írók Szövetségének és a MÚOSZ-nak. 1980–1985 között a XIII. kerületben munkásszállón népművelő volt. 1986–1990 között a X. kerületi Tanács előadója volt. 1985–1986 között az Országos Cigánytanács elnöke volt. 1985–1989 között a Hazafias Népfront Országos Tanácsának tagja volt. Lefordította a Kommunista kiáltványt, majd később elsőként az Újszövetséget is cigány nyelvre. 1987–1988 között a Magyarországi Cigányok Kulturális Szövetségének ügyvezető titkára volt. A Hátrányos Helyzetű Fiatalok Életmód és Szabadidő Szövetség elnöke. 1990 óta az Amaro Drom munkatársa. 1995 és 1999 között a X. kerület cigány kisebbségi önkormányzat elnöke.

## Művei
- József Attila: Ars Poetica – fordítás (1971)
- Uzhe jilesa / Tiszta szívvel. Forrásgyűjtemény cigány klubok, együttesek számára; szerk. Daróczi József; Népművelési Intézet, Bp., 1979
- Fekete korall. Antológia; vál. Choli Daróczi József, fotó Gránitz Miklós, Soós György; Táncsics, Bp., 1981
- Romano-ungriko cino alavari / Cigány-magyar kisszótár; szerk. Choli Daróczi József, Feyér Levente; Tudományos Ismeretterjesztő Társulat, Bp., 1984
- Choli Daróczi József–Feyér Leventeː Zhanes romanes? Cigány nyelvkönyv; Magyarországi Cigányok Kulturális Szövetsége, Bp., 1988
- Isten homorú arcán / Pel devlesko bango muj. Versek, műfordítások magyar és cigány nyelven; Orpheusz Könyvek, Bp., 1990
- Csontfehér pengék között; Széphalom Könyvműhely, Bp., 1991
- Choli Daróczi József–Nagy Gusztávː Mashkar le shiba dukhades; Magyar Művelődési Intézet, Bp., 1994 (Roma módszertani kiadványok)
- Nyevo teshtamento. Amare Rajesko le Jesusesko Nyevo Jekkethanipe. Le shtar evandyeliumura (Biblia. Újszövetség); lovárira ford. Choli Daróczi József; Romano Kulturalno haj sittyimasko Jekhipe, Pécs, 1998
- Garcia Lorca: Romancero gitano (Romane romancura – Cigány románcok); ford. Choli Daróczi József; Orpheusz Könyvek, Bp., 1995
- Romológiai alapismeretek; szerk. Choli Daróczi József et al.; Corvinus, Bp., 1999 (A hét szabad művészet könyvtára)
- Zhanes romanes? Cigány nyelvkönyv; Hátrányos Helyzetű Fiatalok Életmód és Szabadidő Szövetsége, Bp., 2002
- Muri anglunyi Biblia kiponca / Az első képes Bibliám; lovárira ford. Choli Daróczi József; Országos Roma Közérdekű Muzeális Gyűjtemény és Kiállítási Galéria, Budapest, 2010